# Soilujärvi (sjö i Ackas, Birkaland)
Soilujärvi är en sjö i kommunen Ackas i landskapet Birkaland i Finland. Sjön ligger 118,3 meter över havet. Arean är 53 hektar och strandlinjen är 4,77 kilometer lång. Sjön  ingår i Kumo älvs huvudavrinningsområde.   Den ligger omkring 34 km söder om Tammerfors och omkring 140 km nordväst om Helsingfors. 